# Morogoro (stad)
Morogoro is een stad in Tanzania en is de hoofdplaats van de regio Morogoro.
In 2002 telde Morogoro 209.058 inwoners.
In de streek wordt tabak en sisal verbouwd. In de stad zijn verschillende instellingen voor hoger onderwijs.
De stad is sinds 1953 de zetel van een rooms-katholiek bisdom.

## Vervoer
Mororogoro heeft een treinstation met een verbinding naar Dar es Salaam en Makutopora. Het oude meterspoor wordt sinds 2017 geleidelijk aan vervangen door normaalspoor.

## Bestuurlijk
Morogoro heeft de status van municipality. In 2012 had de municipality een bevolking van ongeveer 315.000, waarvan 28,7% in stedelijk gebied leefde. Daarnaast is er ook het landelijk district Morogoro, met in 2012 een geschatte bevolking van 286.000.

## Geografie
De stad ligt tussen het Ulugurugebergte in het zuiden en het Ngurugebergte in het noorden. De stad ligt op ongeveer 500 m hoogte.
Morogoro heeft een tropisch klimaat met de warmste periode van november tot maart. De gemiddelde jaarlijkse neerslag is 890 mm. De meeste neerslag valt in de maanden maart en april.

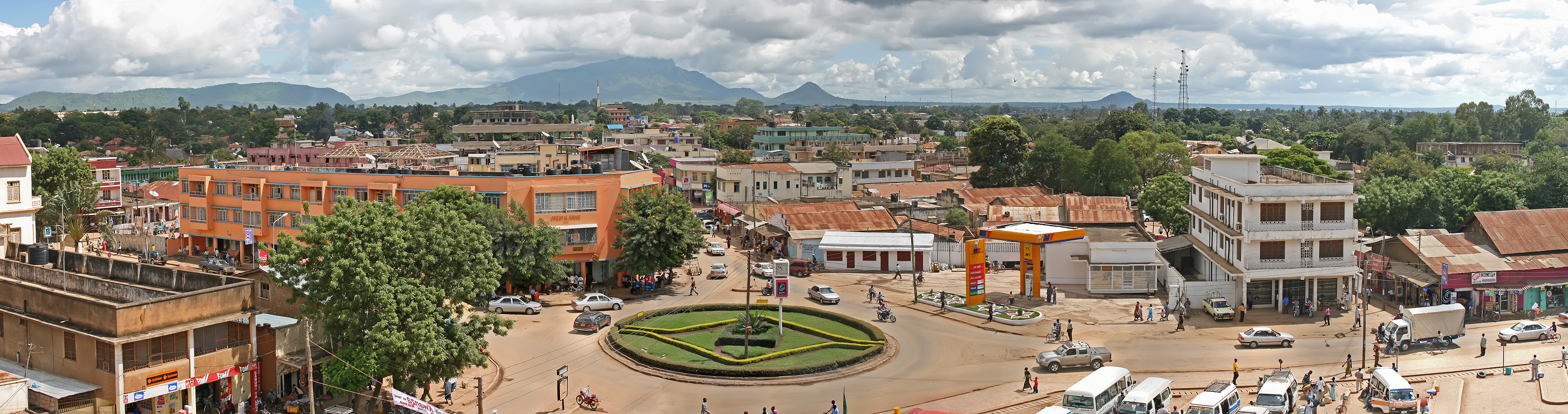
Morogoro